# Палаццо

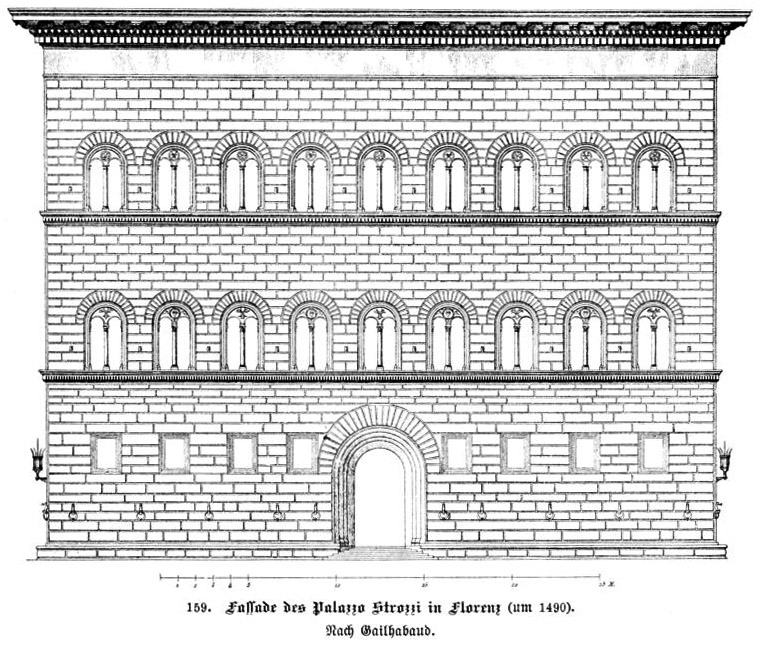
Палаццо Строцци, Флоренция

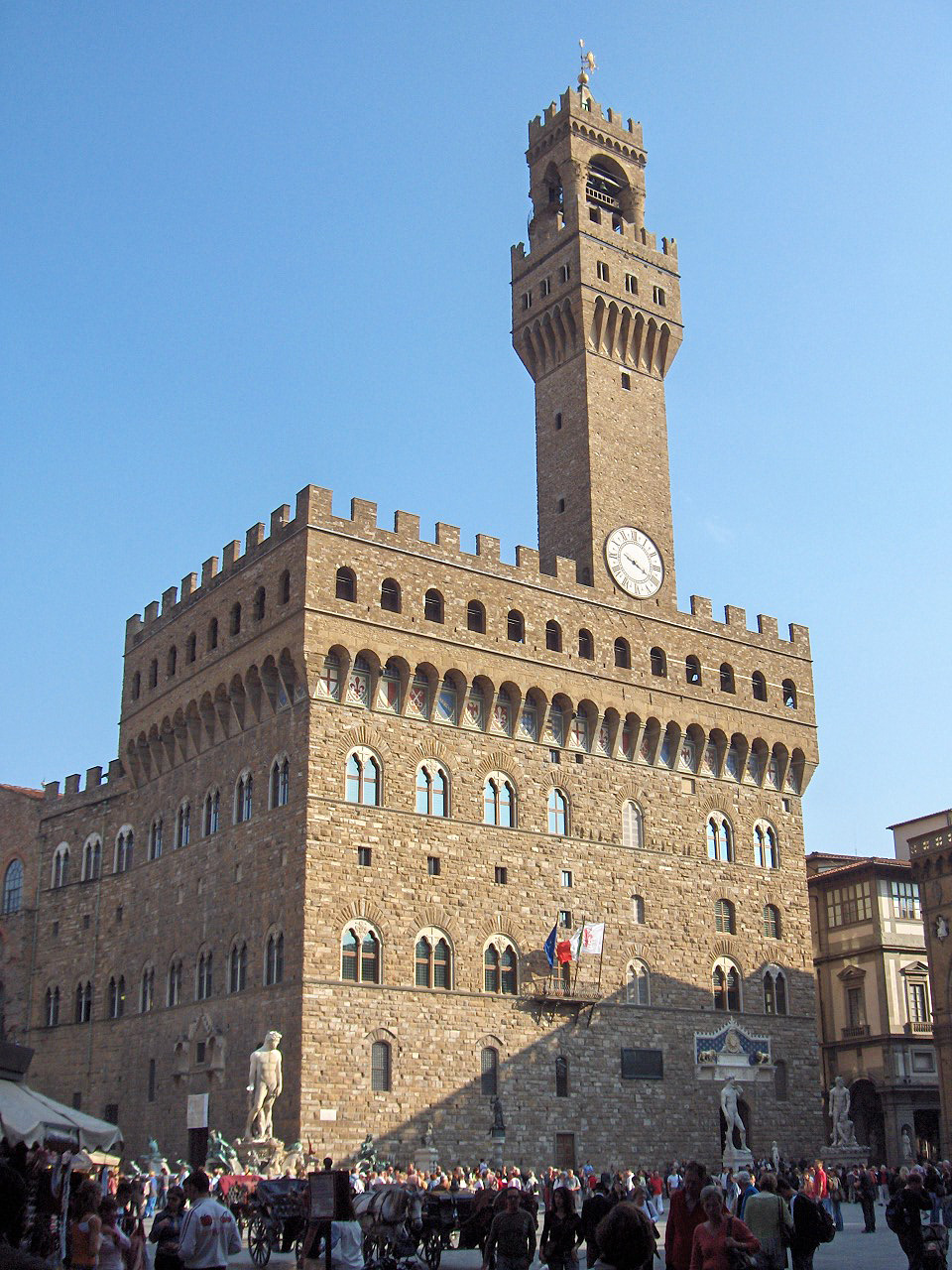
Палаццо Веккьо, Флоренция

Пала́ццо (итал. palazzo, от лат. palatium — дворец) — итальянский городской дворец-особняк XIII—XVI веков. Название происходит от Палатинского холма в Риме, где древнеримские императоры возводили свои дворцы. Палаццо представляет собой тип городского дома-крепости, характерный для итальянского средневековья и эпохи Возрождения. Маленький дворец (иногда со сторожевой башней) называют «палацетто» (итал. palazzetto).
Классические ренессансные палаццо XV века можно увидеть во Флоренции. Такое палаццо представляет собой величественное двух- или трёхэтажное здание сурового вида с мощным карнизом и машикулями. Стены оформлены рустом, окна первых этажей забраны решёткой: городская жизнь в то время была неспокойной. Парадный, приёмный зал для гостей итальянского палаццо именуют форестерией (итал. foresteria), от (итал. forestiero — чужеродный, приезжий).
Композиционным центром итальянского палаццо является изолированной от улицы внутренний дворик — кортиле (итал. cortile — дворик), такие же дворики церковных зданий называют кьостро. Там обычно, как в античных атриумах, располагается фонтан с водоёмом, скульптуры, фруктовые деревья. Кортиле окружали арочными галереями.
Первый этаж отводили под служебные помещения, на втором располагались парадные комнаты и залы, на третьем — жилые комнаты. Палацци Рима, Генуи, Венеции и других итальянских городов имели небольшие различия, но в целом следовали одному композиционному типу. Наиболее известны Палаццо Веккьо, Палаццо Медичи-Риккарди, Палаццо Питти, Палаццо Строцци во Флоренции.